# Pseudolasius amaurops
Pseudolasius amaurops é uma espécie de formiga do gênero Pseudolasius, pertencente à subfamília Formicinae.